# Cosoleto
Cosoleto és un comune (municipi) de la Ciutat metropolitana de Reggio de Calàbria, a la regió italiana de Calàbria, situat a uns 90 km al sud-oest de Catanzaro i a uns 30 km al nord-est de Reggio de Calàbria. A 1 de gener de 2019 la seva població era de 852 habitants.
Cosoleto limita amb els municipis següents: Africo, Delianuova, Oppido Mamertina, Roghudi, Samo, San Luca, San Procopio, Santa Cristina d'Aspromonte, Scido i Sinopoli.